# مارثا بيري لوي
مارثا بيري لوي (بالإنجليزية: Martha Perry Lowe)‏ هي كاتِبة أمريكية، ولدت في 21 نوفمبر 1829 في كين في الولايات المتحدة، وتوفيت في 6 مايو 1902 في سومرفيل في الولايات المتحدة.